# ディー・ディー・エス
株式会社ディー・ディー・エス（英: DDS, Inc）は、愛知県名古屋市中区に本社を置く生体認証機器メーカーである。
2014年4月に日本で最初にFIDO Allianceに加盟した企業。
2022年9月29日に東京証券取引所から特設注意市場銘柄の指定を受けたが、2023年7月3日に「内部管理体制等について改善の見込みがなくなったと当取引所が認める場合」に該当したために上場廃止の決定が下り、ディー・ディー・エスは同年8月4日に上場廃止となった（後述）。

## 沿革
- 1992年（平成4年） - 創業。
- 1998年（平成10年）1月1日 - 組織変更により「株式会社ディー・ディー・エス」を設立[2]。
- 2001年（平成13年）1月 -  新事業創出促進法認定企業に認定される[2]。
- 2005年（平成17年）11月28日 - 東京証券取引所マザーズに株式を上場[2] 。
- 2009年（平成21年）6月1日 - 中村区名駅南から西区名駅に本社を移転[2]。
- 2012年（平成24年）1月 - 中区丸の内に本社を再移転[2]。
- 2014年（平成26年）4月 - FIDO Allianceに加盟[2]。
- 2022年（令和4年）
  - 9月29日 - 東京証券取引所から特設注意市場銘柄の指定を受ける[4]。
  - 10月5日 - 特設注意市場銘柄の指定に伴い東証マザーズ指数から除外。
- 2023年
  - 5月15日 - 東京証券取引所から、内部管理体制等について改善の見込みがなくなったと当取引所が認める場合に該当するおそれがあると認められるためとして『監理銘柄』（審査中）の指定を受ける[5]。
  - 8月4日 - 内部管理体制が改善される見込みがないとして、東京証券取引所グロース市場上場廃止[1]。
- 2024年2月5日 - 中村区名駅へ本社を再移転[6]。

## 上場廃止に至った経緯
ディー・ディー・エスは2022年5月12日、2022年12月期第1四半期決算の発表を延期した事を発表したと同時に、新たな関連当事者及び関連当事者取引の事実を確認したため、第三者委員会の設置を発表した。同年6月15日に東海財務局から2022年12月期第1四半期報告書の提出期限を、8月8日まで延長する承認を受けた。
ディー・ディー・エスは2022年8月8日に第三者委員会の調査報告書を公表。三吉野健滋代表取締役会長は翌8月9日に会長職を辞任した。
2022年8月12日に2017年12月期から2021年12月期までの有価証券報告書並びに2019年12月期第3四半期から2021年12月期第3四半期までの四半期報告書を訂正処理を行った上で東海財務局へ提出したが、8月31日に、同日が提出期限となっていたには2022年12月期第2四半期報告書の提出期限を、9月2日まで延長する承認を受けた。ディー・ディー・エスは9月2日に、2022年12月期第2四半期報告書並びに。ディー・ディー・エスは、三吉野元代表取締役会長による不適切な会計処理、2016年12月期と2018年12月期の決算において、赤字であるところを黒字と偽った上で継続企業の前提に関する重要事象等の記載の解消を行っていた事などが明らかとなった。
東京証券取引所は2022年9月29日、ディー・ディー・エスを特設注意市場銘柄に指定した。東証マザーズ指数も、特設注意市場銘柄の指定に伴い、同年10月5日に除外された他、上場維持基準における経過処置も受けられない事になった。東京証券取引所は2023年3月29日、グロース市場における時価総額（上場後10年後は40億円以上）において上場維持基準に適合しない状態になった事が確認された事から、改善期間入りに指定した。ディー・ディー・エスは、特設注意市場銘柄と上場維持基準不適合という2つの上場廃止基準に抵触する事になった。2023年3月30日には、会計監査人を太陽有限責任監査法人から應和監査法人へ変更した。
ディー・ディー・エスは2023年5月15日、2022年12月期までの有価証券報告書並びに2019年12月期第3四半期から2022年12月期第3四半期までの四半期報告書を三度訂正処理を行った上で東海財務局へ提出したが、2022年8月12日に再提出した2017年12月期から2021年12月期までの有価証券報告書並びに2019年12月期第3四半期から2021年12月期第3四半期までの四半期報告書の提出直前、当時の会計監査人であった太陽有限責任監査法人から多くの指摘を受けたにもかかわらず、それらを報告書等に適切に反映したか否か同社内での確認・整理も行わなかった上で、太陽有限責任監査法人に指摘への対応内容について確認を改めて求めることもなく、当時の小野寺光広経営管理部部長から、こうした状況に関する報告を受けた久保統義代表取締役社長の判断により、2022年8月12日に訂正報告書等を提出したこと、久保代表取締役社長及び小野寺経営管理部部長は、改善報告書等に虚偽の表示があるリスクが相応に高いことを認識していながら改善報告書等を提出したこと、2022年8月19日時点においても、同訂正報告書に記載した連結財務諸表等と同じものを提出できる状況になかった可能性があることなどが明らかとなった他、東京証券取引所は同日、ディー・ディー・エスが2023年2月28日に策定した「改善計画・状況報告書」において、前述の事実に何らの言及・評価もせず、同事実に係る対応に欠けているものと結論付けた。
東京証券取引所は2023年5月15日、ディー・ディー・エスを「内部管理体制等について改善の見込みがなくなったと当取引所が認める場合」に該当するおそれがあると認められるためとして『監理銘柄』（審査中）に指定したが、東京証券取引所は同年7月3日、改善計画は、2022年8月12日に行った虚偽の表示があるリスクが相応に高い訂正報告書を提出した行為（以下一連の行為）に対して何らの言及・評価もなく、その再発防止のための検討が行われていないこと、一連の行為の判明後も、改善計画の見直しに不可欠な事実関係等の究明や原因などに関する客観的な検証に着手する方針さえ示されていないこと、一連の行為に及んだ久保代表取締役社長等の経営責任の明確化や実効的な再発防止策が講じられておらず、久保代表取締役社長等が引き続き改善計画を主導することを表明していることなどから、内部管理体制が改善される見込みがないとして上場廃止の決定を下し、ディー・ディー・エスは同年8月4日に上場廃止となった。特設注意市場銘柄に指定された銘柄で、「内部管理体制確認書提出前に内部管理体制等について改善の見込みがなくなったと当取引所が認める場合」に該当して上場廃止となった企業は、2013年8月9日のの有価証券上場規程改正後（改善期間が3年から1年へ変更など）では初となった。特設注意市場銘柄の指定から上場廃止までの11か月という期間は、特設注意市場銘柄による上場廃止基準による上場廃止では、2017年5月に1回目に提出した内部管理体制確認書の審査結果により上場廃止となったフード・プラネット（東証2部、2017年6月破産）の1年2か月を下回り、過去最短となった。証券取引等監視委員会は上場廃止の当日、金融商品取引法違反の疑いで、ディー・ディー・エスに課徴金約150万円を納付させるよう金融庁に勧告した。
久保は上場廃止から3ヵ月後である2023年11月10日に代表取締役社長執行役員を辞任し取締役会長となった。後任の代表取締役社長執行役員には小野寺が経営管理部部長を兼務する形で就任した。その後久保は、2024年2月8日に取締役会長も辞任した。
2024年3月28日に上場廃止後初となる株主総会が開催された。会社側が提案した資本金及び資本準備金の額の減少並びに剰余金の処分の件、定款一部変更の件、会社側が選任した監査役3名選任の件はいずれも否決され、株主側が提案した取締役5名選任の件、株主側が選任した監査役3名選任の件、補欠監査役1名選任の件は可決された。代表取締役には池要翰が就任したと同時に、小野寺は取締役に降格となった。

## 主な製品
ソフトウェア
- 多要素認証統合プラットフォーム
- 大規模向け指紋認証ソリューション
- 中小規模向け指紋認証ソリューション

ハードウェア
- UBF指紋認証ユニット

## 事業所
- 本社（愛知県名古屋市中区）
- 東京支社（東京都品川区）
- DDS Korea, Inc.（韓国）